# Домнинский сельский округ (Московская область)
Домнинский сельский округ — упразднённая административно-территориальная единица, существовавшая на территории Каширского района Московской области в 1994—2006 годах.
Каменский сельсовет был образован в первые годы советской власти. По данным 1923 года он входил в состав Растовецкой волости Каширского уезда Московской губернии.
В 1924 году к Каменскому с/с был присоединён Гритчинский с/с.
В 1925 году Каменский с/с был переименован в Гритчинский сельсовет.
В 1926 году Гритчинский с/с включал село Батькополье, деревни Гритчино и Каменка, а также совхоз Гритчино.
В 1929 году Гритчинский с/с был отнесён к Каширскому району Серпуховского округа Московской области. При этом он был переименован в Каменский сельсовет.
17 июля 1939 года Каменский с/с был упразднён. При этом селения Батькополье, Гритчино и Каменка были переданы в Бурцевский с/с, а Рожновка — в Никулинский с/с.
14 июня 1954 года Каменский с/с был восстановлен путём объединения Бурцевского, Никулинского и Токаревского с/с.
21 мая 1959 года из Больше-Ильинского с/с в Каменский были переданы селения Гритчино и Якимовское.
20 августа 1960 года из Больше-Ильинского с/с в Каменский были переданы селения Большое Ильинское, Домнинки, Кишкино, Козлянино и Коростылево. При этом центр сельсовета был перенесён в селение Домнинки, а сам Каменский с/с переименован в Домнинский сельсовет. Одновременно из Домнинского с/с в восстановленный Барабановский с/с были переданы селения Большое Завалье, Завалье-2, Кипелово, Корытня, Никулино, Понизье, Пчеловодное и станция Пчеловодная.
1 февраля 1963 года Каширский район был упразднён и Домнинский с/с вошёл в Ступинский сельский район. 11 января 1965 года Домнинский с/с был возвращён в восстановленный Каширский район.
3 февраля 1994 года Домнинский с/с был преобразован в Домнинский сельский округ.
29 мая 2001 года к деревне Бурцево Домнинского с/о была присоединена деревня Бурцево Ледовского с/о.
В ходе муниципальной реформы 2004—2005 годов Домнинский сельский округ прекратил своё существование как муниципальная единица. При этом его населённые пункты были переданы в сельское поселение Домнинское.
29 ноября 2006 года Домнинский сельский округ исключён из учётных данных административно-территориальных и территориальных единиц Московской области.